# 中原電器

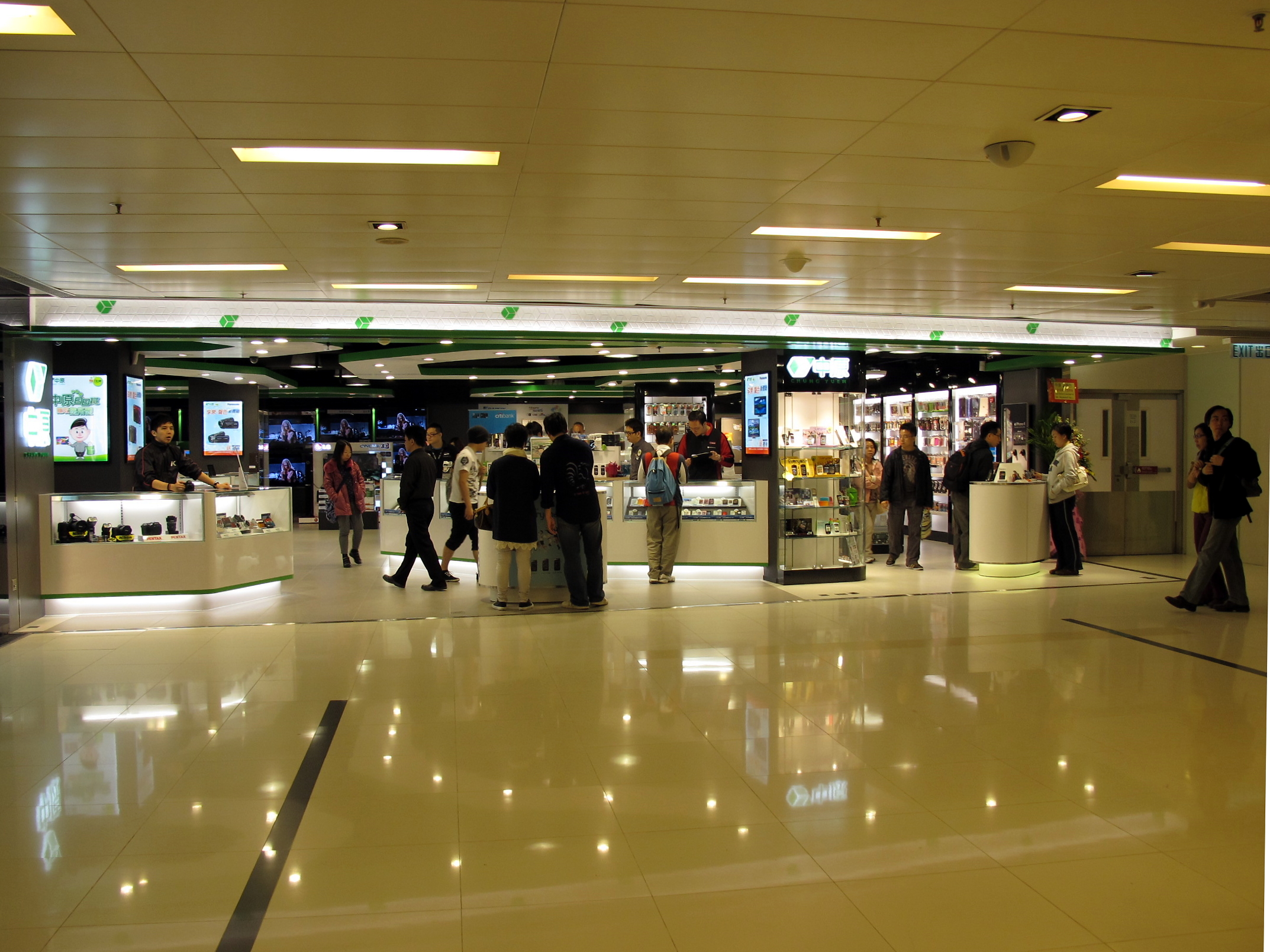
中原電器於沙田新城市廣場分店（已於2019年3月15日結業）

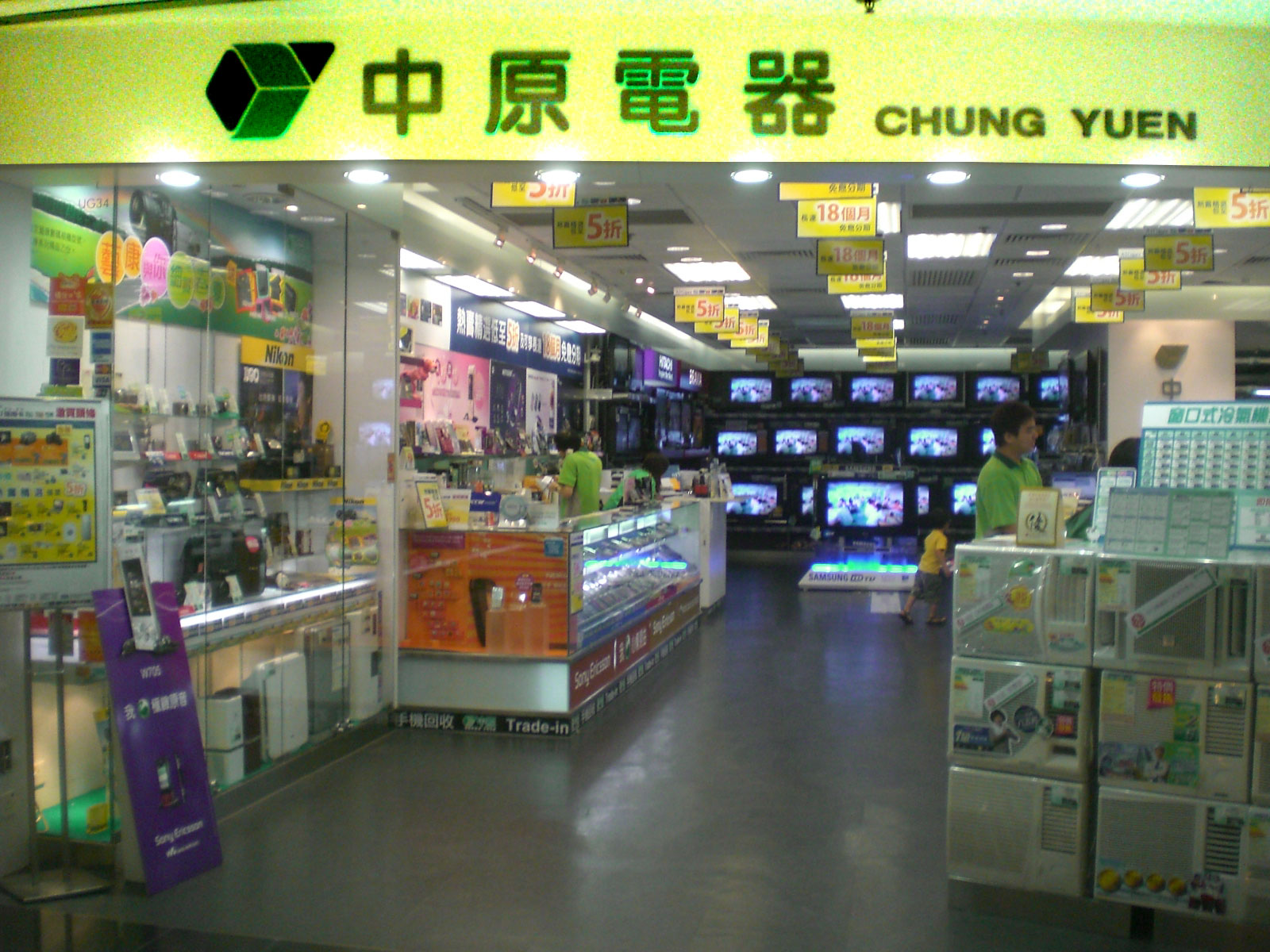
新都城中心分店

中原電器（英語：Chung Yuen Electrical）是一間香港電器零售連鎖店，創於1927年，並於1960年正式註冊成為有限公司，以零售及分銷電器為主要業務，在全香港共有7間門市。1959年以取得日本電器索尼獨家代理權，銷售暢銷全港的日本原子粒收音機，以及維修服務見稱，後與新力合作關係結束，改為發展零售業務。
自1977年，中原電器已成為日本大金冷氣的經銷商，現時為日本大金冷氣家用小分體-港澳總代理。

## 分店

### 香港島[3]
- 銅鑼灣時代廣場

### 九龍[3]
- 尖沙咀海洋中心
- 旺角新世紀廣場
- 九龍灣德福廣場
- 佐敦南京街

### 新界[3]
- 將軍澳新都城二期
- 荃灣荃灣廣場

## 已結業分店
- 太古康怡廣場
- 鑽石山廣場
- 旺角西洋菜南街
- 大角咀奧海城
- 將軍澳東港城
- 屯門屯門市廣場
- 元朗YOHO MALL 形點
- 青衣青衣城
- 沙田新城市廣場
- 上水上水廣場
- 馬鞍山新港城中心

## 薪金出錯10年事件
中原電器在2016年更新管理系統時，發現自2007年起出現有薪假工資計算方法有錯誤。公司未有將佣金連底薪作為計算基礎，只以底薪計算，結果大批員工受影響，估計每年白白損失過萬元收入。有已離職員工亦接獲消息，正向中原電器追討。公司人事部回應傳媒時表示，會補回自2011起的有薪假工資差額。不過有前員工對此不滿，不排除向勞工處集體申訴。

## 資料來源
1. 1 2  . 荷里活廣場.   [2017-05-17]. （原始内容存档于2020-11-04）.（繁體中文）
2. ↑  . 時代廣場 (香港).[永久]（繁體中文）
3. 1 2 3 4  . 中原電器. 2019年  [2017-05-17]. （原始内容存档于2017-07-06）.（繁體中文）
4. ↑  莫家文. . 蘋果日報. 2017-05-17  [2017-05-18]. （原始内容存档于2017-10-08）.
5. ↑  莫家文、張培生. . 蘋果日報. 2017-05-17  [2017-05-18]. （原始内容存档于2017-08-24）.

## 外部連結
- 中原電器（页面存档备份，存于）（繁體中文）（简体中文）（英文）